# Clemens Selzer
Clemens Selzer (* 26. Juli 1985 in Wien) ist ein österreichischer Bahnradsportler.
Seit Mitte der 2000er Jahre ist Clemens Selzer einer der besten Bahnradsportler Österreichs. Schon als Junior, 2003, errang er gleich drei österreichische Meistertitel, im 1000-Meter-Zeitfahren, im Sprint sowie im Punktefahren. 2006 wurde er zweifacher Meister der Elite, im Sprint sowie im Zeitfahren. Seither konnte er insgesamt 19 nationale Elite-Titel auf der Bahn erringen (Stand 2014).
2010 gehörte Selzer zur Styrian Sprint Cycling Union, das gegründet worden war, um österreichische Bahnradsportler in den Kurzzeitdisziplinen zu fördern; Ziel waren die Olympischen Spiele 2012 in London. Selzers Mannschaftskamerad Daniel Baldauf wurde im Herbst 2010 wegen Dopings zwei Jahre gesperrt; daraufhin musste der Verein den Betrieb einstellen.  Selzer gelang es nicht, sich für London zu qualifizieren.